# Гурьев, Дмитрий Афанасьевич
Дмитрий Афанасьевич Гурьев (1906—1982) — советский врач-хирург. Заслуженный врач Якутской АССР (1974) и РСФСР (1951). Депутат Верховного Совета Якутской АССР II созыва (1947—1951). Почётный гражданин Якутска и Сунтарского района Якутии.

## Биография
Родился в бедной семье